# 1923年全米選手権 (テニス)
1923年 全米選手権（1923ねんぜんべいせんしゅけん）に関する記事。

## 大会の流れ
- 1881年から1967年まで、全米選手権は各部門が個別の名称を持ち、大会会場も別々のテニスクラブで開かれた。これが他の3つのテニス4大大会と大きく異なる点である。
  - 男子シングルス　名称：全米シングルス選手権（U.S. National Singles Championship）／会場：ペンシルベニア州フィラデルフィア、ジャーマンタウン・クリケット・クラブ　（3年間会場移転、1921年-1923年まで）
  - 女子シングルス　名称：全米女子シングルス選手権（U.S. Women's National Singles Championship）／会場：ニューヨーク市クイーンズ区フォレストヒルズ、ウエストサイド・テニスクラブ　（1921年-1977年まで）
  - 男子ダブルス　名称：全米ダブルス選手権（U.S. National Doubles Championship）／会場：マサチューセッツ州ボストン市、ロングウッド・クリケット・クラブ　（1917年-1933年まで）
  - 女子ダブルス　名称：全米女子ダブルス選手権（U.S. Women's National Doubles Championship）／会場：フォレストヒルズ、ウエストサイド・テニスクラブ　（1921年-1933年まで）
  - 混合ダブルス　名称：全米混合ダブルス選手権（U.S. Mixed Doubles Championship）／会場：フォレストヒルズ、ウエストサイド・テニスクラブ　（1921年-1934年まで）
- 1921年から、女子競技（女子シングルス・女子ダブルス・混合ダブルス）の会場がニューヨーク市クイーンズ区フォレストヒルズにある「ウエストサイド・テニスクラブ」（通称フォレストヒルズ）に移転した。女子シングルスは1977年までフォレストヒルズで開かれたが、女子ダブルス・混合ダブルスはその後も会場移転が多い。男子シングルスは1921年-1923年の3年間フォレストヒルズを離れて、フィラデルフィアの「ジャーマンタウン・クリケット・クラブ」に移転した。

## 大会経過

### 男子シングルス
準々決勝
- ビル・チルデン vs.  マニュエル・アロンソ　6-0, 6-0, 6-2
- ブライアン・ノートン vs.  リチャード・ウィリアムズ　1-6, 6-3, 6-4, 3-6, 6-4
- ビル・ジョンストン vs.  フランク・アンダーソン　8-6, 6-1, 7-5
- フランシス・ハンター vs.  ロバート・キンゼイ　6-2, 6-4, 8-6

準決勝
- ビル・チルデン vs.  ブライアン・ノートン　6-3, 7-5, 6-2
- ビル・ジョンストン vs.  フランシス・ハンター　6-4, 6-2, 7-5

### 女子シングルス
準々決勝
- ヘレン・ウィルス vs.  キティ・マッケイン　2-6, 6-2, 7-5
- エリナー・ゴス vs.  フィリス・コベル　6-1, 2-6, 8-6
- モーラ・マロリー vs.  ヘレン・フッカー　6-3, 6-1
- マーベル・クレイトン vs.  レスリー・バンクロフト　6-1, 6-2

準決勝
- ヘレン・ウィルス vs.  エリナー・ゴス　6-4, 6-0
- モーラ・マロリー vs.  マーベル・クレイトン　6-4, 6-2

## 決勝戦の結果
- 男子シングルス： ビル・チルデン vs.  ビル・ジョンストン　6-4, 6-1, 6-4
- 女子シングルス： ヘレン・ウィルス vs.  モーラ・マロリー　6-2, 6-1
- 男子ダブルス： ビル・チルデン＆ ブライアン・ノートン vs.  リチャード・ウィリアムズ＆ ワトソン・ウォッシュバーン　3-6, 6-2, 6-3, 5-7, 6-2
- 女子ダブルス： キティ・マッケイン＆ フィリス・コベル vs.  ヘイゼル・ホッチキス・ワイトマン＆ エリナー・ゴス　2-6, 6-2, 6-1
- 混合ダブルス： ビル・チルデン＆ モーラ・マロリー vs.  ジョン・ホークス＆ キティ・マッケイン　6-3, 2-6, 10-8